# Абу-ль-Фадль Аллами
Шейх Абу-ль-Фадль ибн Мубарак Аллами (перс. ابو الفضل‎; 14 января 1551, Агра, совр. Индия — 12 августа 1602, Нарвар, совр. Индия) — визирь Великого Могола Акбара, автор «Акбар-наме», переводчик Библии на фарси. Брат придворного поэта Фейзи Дакани.

## Биография
Отец Абу-ль-Фадля, шейх Мубарак Нагори (1505—1593), был видным деятелем суфийского братства чиштия и известным учёным, испытавшим гонения со стороны наследников Шер-шаха и нашедшим убежище при дворе Акбара. Абу-ль-Фадль вместе с отцом участвовал в проводимых падишахом религиозных диспутах и немало способствовал провозглашению политики веротерпимости. Вслед за старшим братом посвящал себя поэзии и филологии, был представлен ко двору в 1574 году в первую очередь как учёный и поэт, уже вскоре возглавил придворную канцелярию. Акбар высоко ценил Абу-ль-Фадля, доверяя ему дипломатические поручения, а затем и такие ответственные государственные должности, как пост главы финансового ведомства и первого советника правителя. Во время войн в Деккане Абу-л Фазл командовал могольскими войсками.
Пользуясь имевшимся в его распоряжении огромным количеством архивных документов, Абу-ль-Фадль смог реализовать грандиозный замысел — «Акбар-наме», биографию монарха с подробным описанием его деяний и владений. Незавершённую поэму с таким названием оставил после себя Фейзи, и Абу-ль-Фадль частично использовал труд старшего брата; непосредственным образцом ему также служила «Бабур-наме», автобиография основателя могольской империи Бабура.
В могольском обществе продвижение к высшим должностям было связано с доблестями, проявленными на поле боя (а Могольская империя вела почти постоянные войны за своё расширение). Абу-ль-Фадль стремился стать фигурой более значительной, чем придворный писатель и собеседник Акбара. Согласно «Акбар-наме», он неоднократно просился на военную службу. В 1581 году Абу-ль-Фадлю было поручено собрать мнения армейских офицеров по поводу предполагавшегося похода в Кабулистан; в 1585 году он был возведён в ранг тысячи зат; в 1586 году убедительно выступил на военном совете; в 1589 году был надзирающим за поварами во время поездки в Кашмир; в 1592 году возведён в ранг двух тысяч, а в 1598 году Акбар пожаловал ему боевого слона, когда Абу-ль-Фадль во главе трёх тысяч солдат был направлен к Мураду сообщить, чтобы тот возвращался в Агру. Однако вскоре после приезда Абу-ль-Фадля Мурад скончался, и ему пришлось возглавить армию. На этом посту он проявил себя так блестяще, что в дальнейшем ему поручалось командование несколькими военными операциями, в которых он добыл победы. Второй человек в государстве, старший сын Акбара Селим с подозрением смотрел на его успехи, тем более, что Абу-ль-Фадль во всех распрях между Акбаром и его сыном принимал сторону первого. Абу-ль-Фадль считал Селима распущенным и ненадёжным, и кронпринц стал всерьёз опасаться, что ближайший советник Акбара, значительно усиливший свои позиции благодаря военным победам, может повлиять на престолонаследие.
Абу-ль-Фадль погиб 12 августа 1602 года, попав в засаду, организованную раджпутским раджой Бир Сингхом Бундела по приказу принца Селима — будущего падишаха Джахангира, которому была отослана голова убитого. Тем не менее, сын Абу-ль-Фадля Шейх Афзал Хан был в правление Джахангира назначен субадаром Бихара.

## В культуре
Абу-ль-Фадль (Абу-л Фазл) является одним из персонажей романа «Ангел, стоящий на солнце» Дениса Гербера.

## Публикации
- Абу-л Фазл Аллами. Акбар-наме. Т. I—IV, Самара, 2003—2009.